# Kong Øysteins havn
Kong Øysteins havn på Agdenes ligger yderst i Trondheimsfjorden. Anlægget er opført tidligt i  1100-tallet for militære formål.
Anlægget er omtalt i Håkon Håkonssons saga og i Snorri Sturlusons kongesagaer. I Magnussønnernes saga står der at Kong Øystein (ca. 1088-1123) lod bygge «ei havn der det før hadde vært havnløst».
Stedet fremstår i dag som blot en lille vig med en enkelt bådebro beregnet for gæster til "Vertshuset Kong Øystein".
Området blev åbnet for publikum i sommeren 2001.

## Undersøgelser og litteratur
- Gerhard Schøning forsøgte at samle information i 1773, gengivet i hans Reise giennom en deel af Norge
- Sverre Marstrander. «Kong Øysteins havn på Agdenes». I: Trondhjemske samlinger 1967
- Marek E. Jasinski. «Kong Øysteins havn på Agdenes : forskningsstatus og revurderede problemstillinger». I: Viking 1995
- Kåre Rokoengen og Marek E. Jasinski. «Sagakongens byggeaktivitet på Agdenes : spor etter kong Øysteins havn i ord, jord og fjord». I: Årbok for Fosen 1996
- Kåre Rokoengen mfl. Naturvitenskapelige undersøkelser av grøft og voll ved Kong Øysteins havn på Agdenes (NTNU, 1996)

## Ekstern henvisning
- Kong Øysteins havn på Riksantikvarens hjemmeside kulturminnesok.no
- NTNU Videnskabsmuseet

63°38′46″N 9°44′12″Ø / 63.646°N 9.7366°Ø